# 洛伊絲·莫瑪絲特·布約德
洛伊絲·莫瑪絲特·布約德（Lois McMaster Bujold，1949年11月2日—），又譯洛伊斯·比约德，美國幻設小說（speculative fiction）作家。布約德曾多次獲得星雲獎及雨果獎。

## 生平

### 早年
布約德本名為Lois Joy McMaster，於1949年在俄亥俄州哥伦布出生，父親為著名工程學教授Robert Charles McMaster。她有一名哥哥。
布約德說她對科幻的興趣來自她亦喜歡科幻的父親，而她父親亦影響到她筆下不同的小說，包括科西根系列。她表示她父親可算是一名偉人，而歷史中時常說當偉人的兒子有多難，但總不會談到當偉人的女兒也很難，而她對父親的感覺亦影響到她筆下角色們對他們父親的反應。
布約德中學於1967年從Upper Arlington High School畢業，跟著1968年至1972年期間入讀俄亥俄州立大学。她大學未畢業已出來工作，在俄亥俄州立大学醫院裡當藥房技術員，最後因組織家庭而辭職。

### 寫作事業
布約德自小已寫下不少故事，但專心寫作則是1980年代初開始。她寫下的第一本為Shards of Honor，於1983年完成，第二本《战争学徒》是1984年完成，最後Ethan of Athos於1985年完成。她開始把手稿寄給不同出版社，但只得《战争学徒》獲Baen Books接納。此出版社還和布約德簽合同，要她寫多幾本，而她亦繼續寫以科西根當主角的小說。
當布約德寫到有關於工程學的內容時，通常會諮詢她當工程師的哥哥。

### 私人生活
布約德於1971年與John Fredric Bujold結婚，但於1990年代早期離異。她有一子一女：女兒Anne於1979年出生，兒子Paul於1981年出生。1980年至1995年，一家人住在俄亥俄州马里昂；1995年搬到明尼蘇達州明尼阿波利斯。布約德在兒女成年搬出後，現居於明尼蘇達州巫藥湖。

## 作品

### 科西根宇宙系列
- Dreamweaver's Dilemma
- Falling Free
- Shards of Honor
- 贝拉亚（英语：Barrayar） Barrayar
- 战争学徒（英语：The Warrior's Apprentice） The Warrior's Apprentice
- 悲悼的群山 "The Mountains of Mourning"
- 贵族们的游戏（英语：The Vor Game） The Vor Game
- 西塔甘达（英语：Cetaganda） Cetaganda
- Ethan of Athos
- 迷宫 "Labyrinth"
- 无尽的边界 The Borders of Infinity (1987)
- 兄弟手足（英语：Brothers in Arms (Bujold novel)） Brothers in Arms
- 无尽的边界 "Borders of Infinity" (1989)
- 镜舞（英语：Mirror Dance） Mirror Dance
- 记忆（英语：Memory (Bujold novel)） Memory
- 科玛（英语：Komarr） Komarr
- 明争暗斗（英语：A Civil Campaign） A Civil Campaign
- "Winterfair Gifts"
- 外交豁免权（英语：Diplomatic Immunity (novel)） Diplomatic Immunity
- Captain Vorpatril's Alliance
- Cryoburn
- Gentleman Jole and the Red Queen
- The Flowers of Vashnoi: Vorkosigan Saga

### 五神傳說
主條目：五神傳說
- 《五神傳說：王城闇影》/查里昂的诅咒 / 查理昂之咒]The Curse of Chalion
- 《五神傳說：靈魂護衛》/灵魂骑士]Paladin of Souls
- 圣猎 Hallowed Hunt
- Penric and Desdemona
  - Penric's Demon
  - Penric and the Shaman
  - Penric's Mission
  - Mira's Last Dance
  - Penric's Fox
  - The Prisoner of Limnos

### 分擔小刀（Sharing Knife）
- Beguilement (2006)
- Legacy (2007)
- Passage (2008)
- Horizon (2009)

### 其他
- The Spirit Ring (1993) 軌跡獎1993年最佳奇幻長篇小說獎提名[5]
- Sidelines: Talks and Essays (2013)